# Robert Burbano
Robert Javier Burbano Cobeña (Quevedo, Ecuador; 10 de abril de 1995) es un futbolista ecuatoriano. Juega de extremo o centrocampista y su equipo actual es Mushuc Runa Sporting Club de la Serie A de Ecuador.

## Trayectoria

### Inicios
Robert Burbano, se formó en las inferiores del Barcelona Sporting Club, destacándose como un mediocampista de mucha velocidad y técnica, demostrando su capacidad en todas las categorías donde jugó.

### Independiente del Valle
Inició su carrera profesional en el Independiente del Valle, jugó solo dos juegos en el 2012.

### Club Sport Emelec
Fue luego contratado por el Club Sport Emelec, equipo con el cual quedó campeón de la Serie A de Ecuador en los años 2013 , 2014 y 2015, con el Club Sport Emelec, Burbano tuvo mucha más continuidad gracias al entrenador Gustavo Quinteros, jugando como juvenil 20 juegos en la temporada 2013. Es así, que Robert Burbano se convirtió con el club en campeones de la Serie A de Ecuador en el 2013.
Robert Burbano tuvo muchas más oportunidades de demostrar su talento como titular en la temporada del 2014 con el Club Sport Emelec. Su primer gol con el Club Sport Emelec fue el 23 de marzo, en victoria por 3–0 a Liga Deportiva Universitaria. El demostró ser una pieza fundamental para el equipo de Gustavo Quinteros, ganando el campeonato de la temporada 2014 frente Barcelona, en la denominada final del siglo por ser el clásico más importante del país. Burbano fue fundamental esta definición de ida y vuelta.
Robert Burbano anotó su primer gol internacional en la temporada 2015 el 4 de marzo, en la Copa Libertadores de América en la fase de grupos ante el equipo brasilero Sport Club Internacional, el cual perdieron por el marcador 3 a 2.

### Delfín
Para el 2019 es fichado por el Delfín, donde se proclamó campeón del Campeonato Ecuatoriano 2019.

### Regreso a Emelec
En el 2020, retorna al Club Sport Emelec.

### Orense
El 28 de junio de 2022 fue anunciado como refuerzo de Orense de Machala.

## Selección nacional

### Categorías inferiores
Robert Burbano fue convocado para ser parte de la selección de fútbol de Ecuador en la categoría Sub-20 para disputar el torneo Campeonato Sudamericano de Fútbol Sub-20 de 2015, del cual fue titular como volante por la derecha, anotando dos tantos, siendo exponente fundamental para dejar en alto el nombre del Ecuador en canchas internacionales.
Fue convocado por primera vez al 'combinado mayor' el para un partido amistoso contra la selección de fútbol de España, el 14 de agosto de 2013. También constó en la lista por la selección sub-17 por un buen rendimiento en el campeonato local, convirtió 2 goles a Brasil y uno al equipo de Argentina. Fue integrante de la selección ecuatoriana que disputó la Copa Mundial Sub-17 de la FIFA en la que convirtió dos goles ayudando a que Ecuador clasifique hasta octavos de final. Fue convocado para la selección ecuatoriana de fútbol sub-20, comandada por Sixto Vizuete, tuvo buenas actuaciones en la Copa Cotif jugada en España, donde Ecuador quedó en cuarto lugar.

#### Participaciones en Sudamericanos
| Campeonato                  | Sede    | Resultado    | Partidos | Goles |
| --------------------------- | ------- | ------------ | -------- | ----- |
| Sudamericano Sub-20 de 2015 | Uruguay | Primera fase | 4        | 1     |

## Estadísticas

### Clubes
Actualizado al último partido disputado el 19 de agosto de 2025.
| Club                              | Temporada     | Liga  | Liga  | Copas nacionales | Copas nacionales | Copas internacionales | Copas internacionales | Otros | Otros | Total | Total |
| Club                              | Temporada     | Part. | Goles | Part.            | Goles            | Part.                 | Goles                 | Part. | Goles | Part. | Goles |
| --------------------------------- | ------------- | ----- | ----- | ---------------- | ---------------- | --------------------- | --------------------- | ----- | ----- | ----- | ----- |
| Independiente del Valle · Ecuador | 2010          | 0     | 0     | -                | -                | -                     | -                     | -     | -     | 0     | 0     |
| Independiente del Valle · Ecuador | 2011          | 0     | 0     | -                | -                | -                     | -                     | -     | -     | 0     | 0     |
| Independiente del Valle · Ecuador | 2012          | 2     | 0     | -                | -                | -                     | -                     | -     | -     | 2     | 0     |
| Independiente del Valle · Ecuador | Total club    | 2     | 0     | 0                | 0                | 0                     | 0                     | 0     | 0     | 2     | 0     |
| Emelec · Ecuador                  | 2013          | 9     | 0     | -                | -                | 0                     | 0                     | -     | -     | 9     | 0     |
| Emelec · Ecuador                  | 2014          | 31    | 1     | -                | -                | 1                     | 0                     | -     | -     | 32    | 1     |
| Emelec · Ecuador                  | 2015          | 34    | 0     | -                | -                | 11                    | 1                     | -     | -     | 45    | 1     |
| Emelec · Ecuador                  | 2016          | 31    | 2     | -                | -                | 7                     | 0                     | -     | -     | 38    | 2     |
| Emelec · Ecuador                  | 2017          | 19    | 0     | -                | -                | 3                     | 0                     | -     | -     | 22    | 0     |
| Emelec · Ecuador                  | 2018          | 29    | 1     | -                | -                | 6                     | 0                     | -     | -     | 35    | 1     |
| Delfín S. C. · Ecuador            | 2019          | 29    | 4     | 9                | 0                | -                     | -                     | -     | -     | 38    | 4     |
| Emelec · Ecuador                  | 2020          | 19    | 0     | 0                | 0                | 2                     | 1                     | -     | -     | 21    | 1     |
| Emelec · Ecuador                  | Total club    | 172   | 4     | 0                | 0                | 30                    | 2                     | 0     | 0     | 202   | 6     |
| Delfín S. C. · Ecuador            | 2021          | 29    | 3     | 2                | 2                | 0                     | 0                     | -     | -     | 31    | 5     |
| Delfín S. C. · Ecuador            | Total club    | 58    | 7     | 11               | 2                | 0                     | 0                     | 0     | 0     | 69    | 9     |
| Orense S. C. · Ecuador            | 2022          | 15    | 1     | 1                | 0                | 0                     | 0                     | -     | -     | 16    | 1     |
| Orense S. C. · Ecuador            | 2023          | 29    | 4     | 0                | 0                | 0                     | 0                     | -     | -     | 29    | 4     |
| Orense S. C. · Ecuador            | 2024          | 29    | 3     | 1                | 0                | 0                     | 0                     | -     | -     | 30    | 3     |
| Orense S. C. · Ecuador            | Total club    | 73    | 8     | 2                | 0                | 0                     | 0                     | 0     | 0     | 75    | 8     |
| Avaí F. C. · Brasil               | 2025          | 0     | 0     | 0                | 0                | 0                     | 0                     | 8     | 0     | 8     | 0     |
| Avaí F. C. · Brasil               | Total club    | 0     | 0     | 0                | 0                | 0                     | 0                     | 8     | 0     | 8     | 0     |
| Mushuc Runa S. C. · Ecuador       | 2025          | 5     | 0     | 0                | 0                | 2                     | 0                     | -     | -     | 7     | 0     |
| Mushuc Runa S. C. · Ecuador       | Total club    | 5     | 0     | 0                | 0                | 2                     | 0                     | 0     | 0     | 7     | 0     |
| Total carrera                     | Total carrera | 310   | 19    | 13               | 2                | 32                    | 2                     | 8     | 0     | 363   | 23    |
| 1. 2. 3.                          |               |       |       |                  |                  |                       |                       |       |       |       |       |

## Palmarés

### Campeonatos regionales
| Título                 | Club       | País   | Año  |
| ---------------------- | ---------- | ------ | ---- |
| Campeonato Catarinense | Avaí F. C. | Brasil | 2025 |

### Campeonatos nacionales
| Título             | Club         | País    | Año  |
| ------------------ | ------------ | ------- | ---- |
| Serie A de Ecuador | Emelec       | Ecuador | 2013 |
| Serie A de Ecuador | Emelec       | Ecuador | 2014 |
| Serie A de Ecuador | Emelec       | Ecuador | 2015 |
| Serie A de Ecuador | Emelec       | Ecuador | 2017 |
| Serie A de Ecuador | Delfín S. C. | Ecuador | 2019 |

### Distinciones individuales
| Distinción                          | Año  |
| ----------------------------------- | ---- |
| Mejor jugador juvenil de la Serie A | 2014 |
| 11 ideal del Campeonato Ecuatoriano | 2014 |
| 11 ideal del Campeonato Ecuatoriano | 2015 |